# 몬터레이만

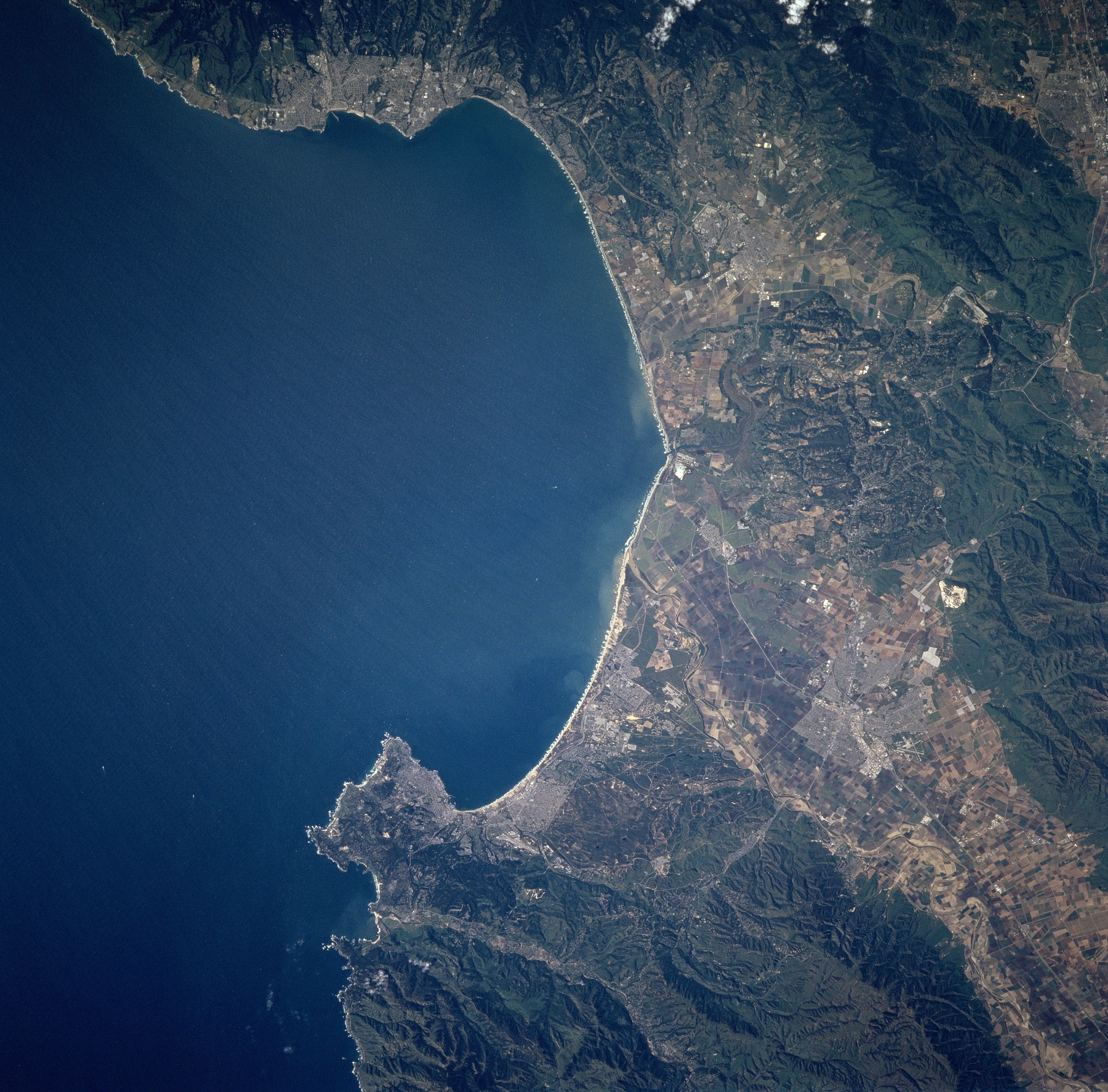
몬터레이만

몬터레이만 또는 몬터레이베이(Monterey Bay)는 미국 캘리포니아주 해안에 위치한 태평양의 만이다. 이 만은 샌프란시스코와 산호세의 주요 도시들의 남쪽에 위치한다. 샌타크루즈는 이 만의 북쪽 끝에 위치하며 몬터레이는 남쪽끝 몬터레이반도에 위치한다.
몬터레이만을 최초로 발견한 유럽인은 1542년 11월 16일 스페인 해양탐험 중 해안을 따라 북쪽으로 항해하던 후안 로드리게스 카브리요였다. 그는 이 만의 이름을 Bahía de los Pinos로 지었다.

## 갤러리

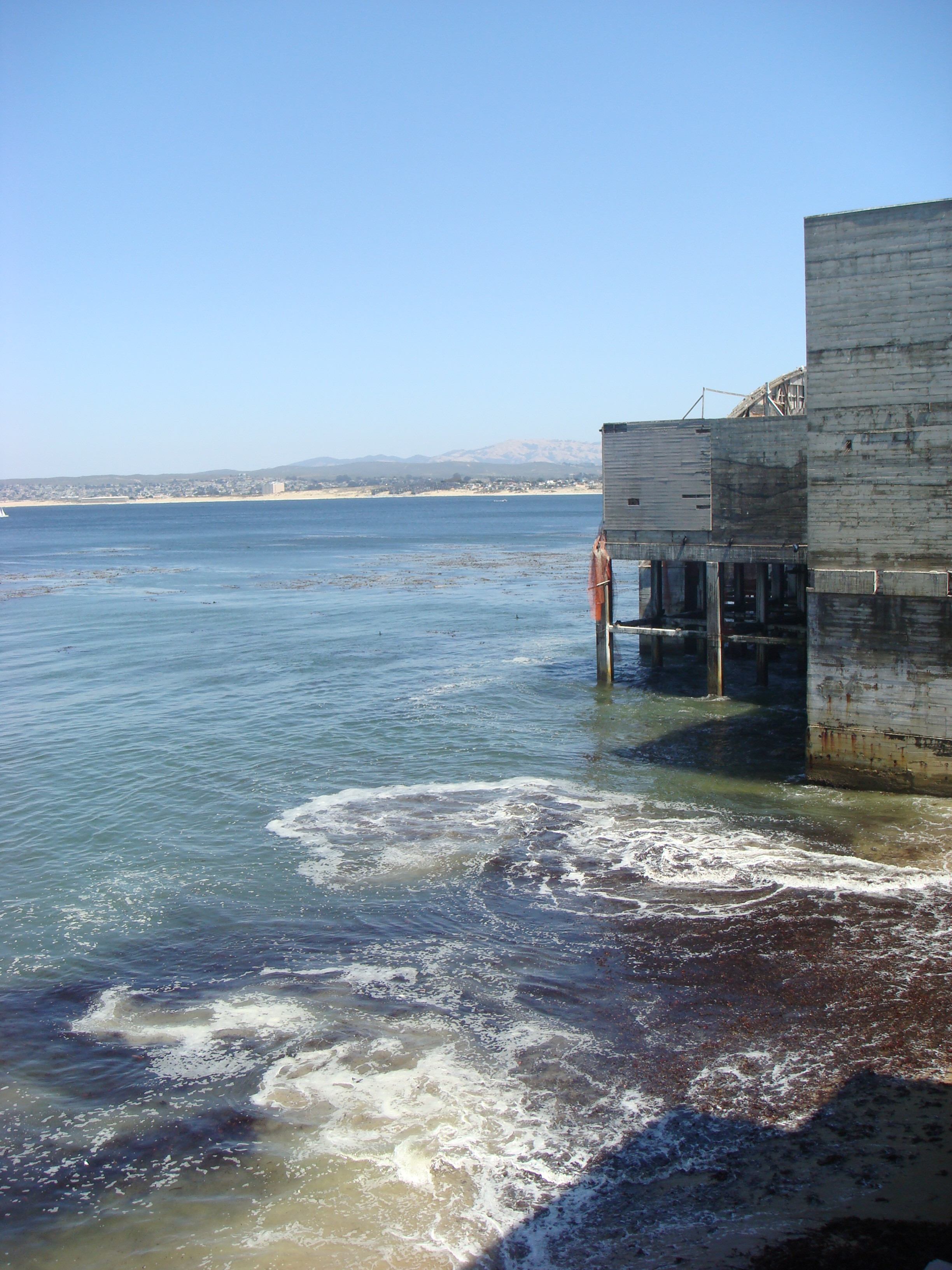
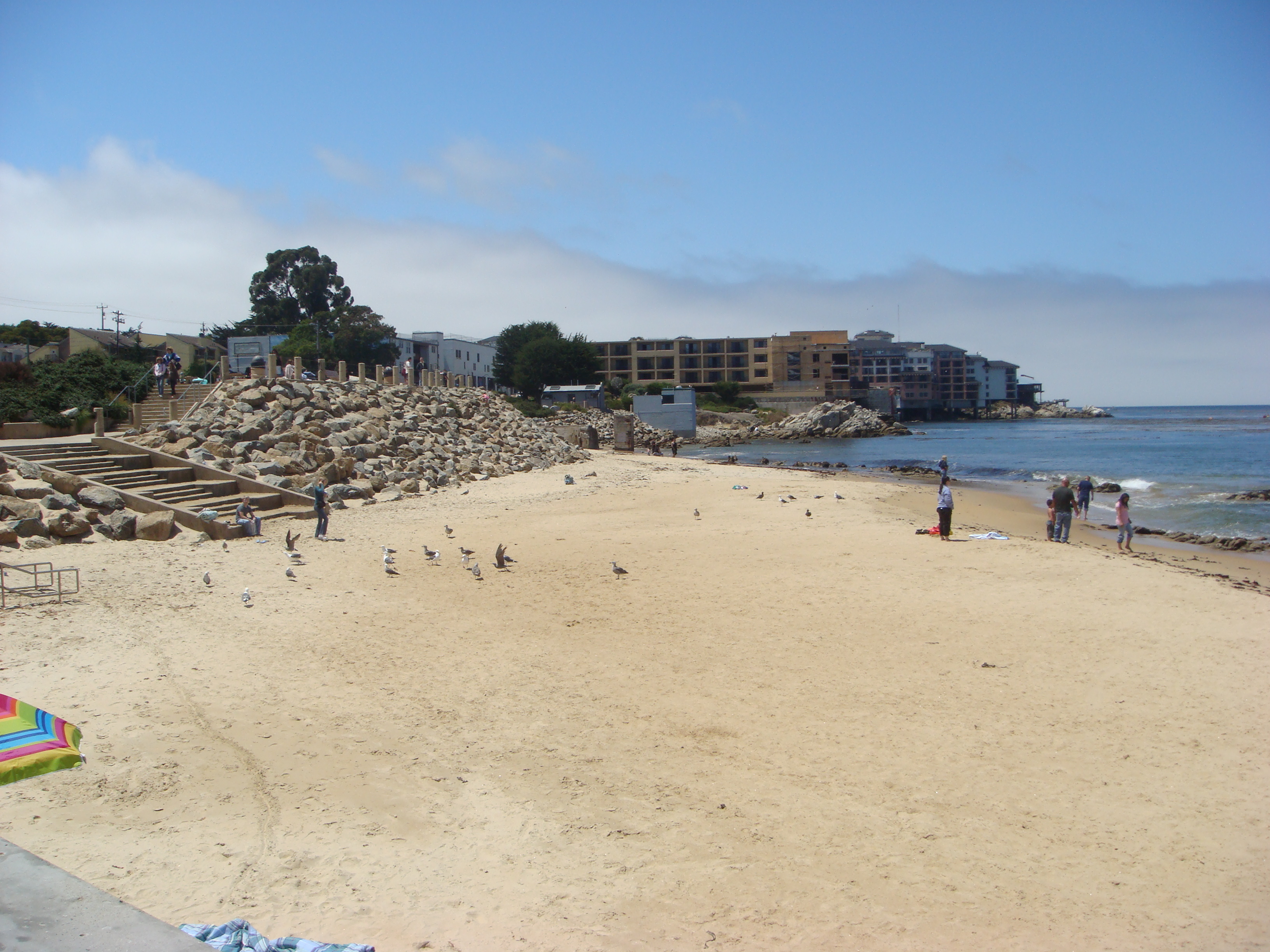
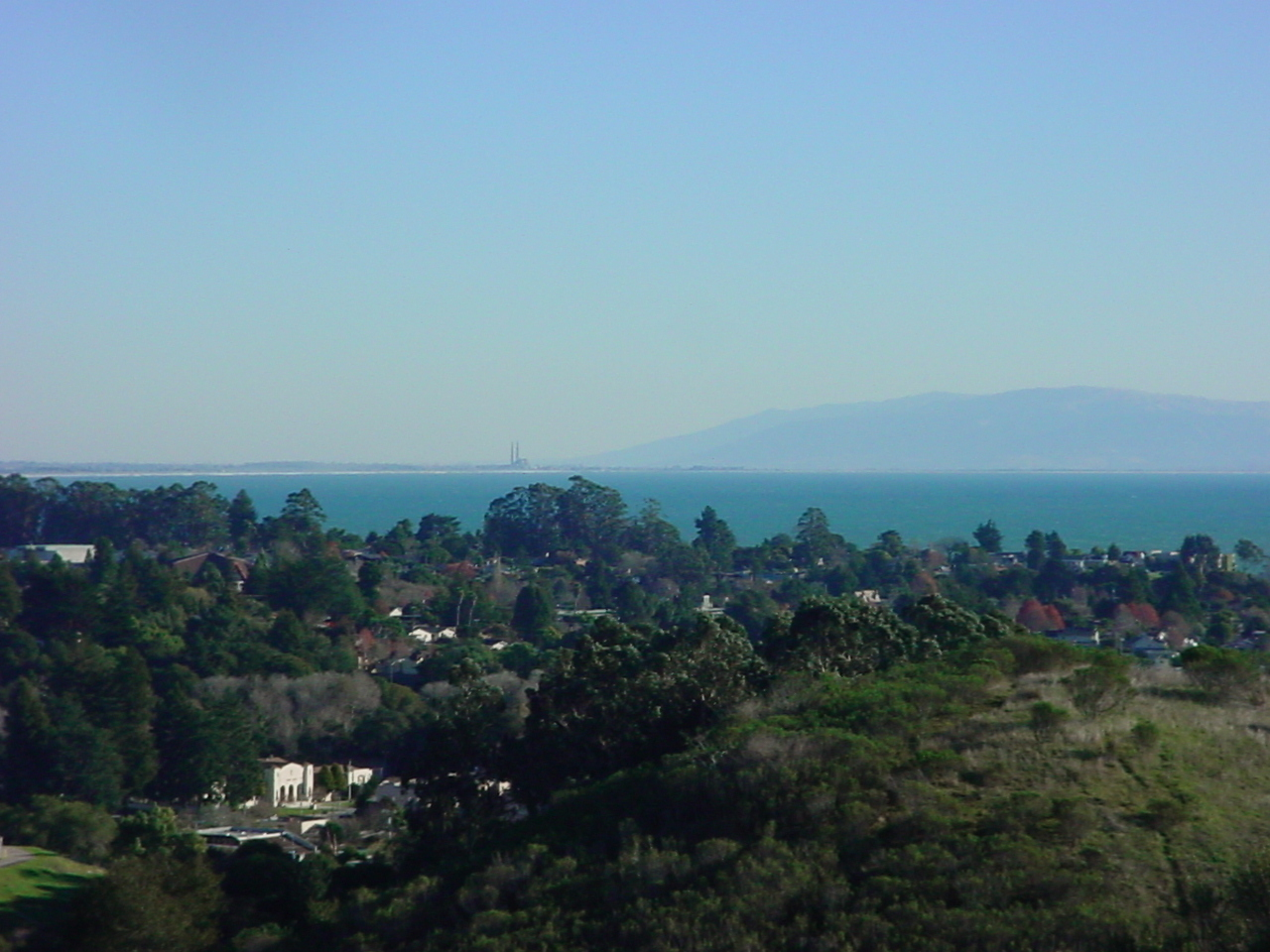
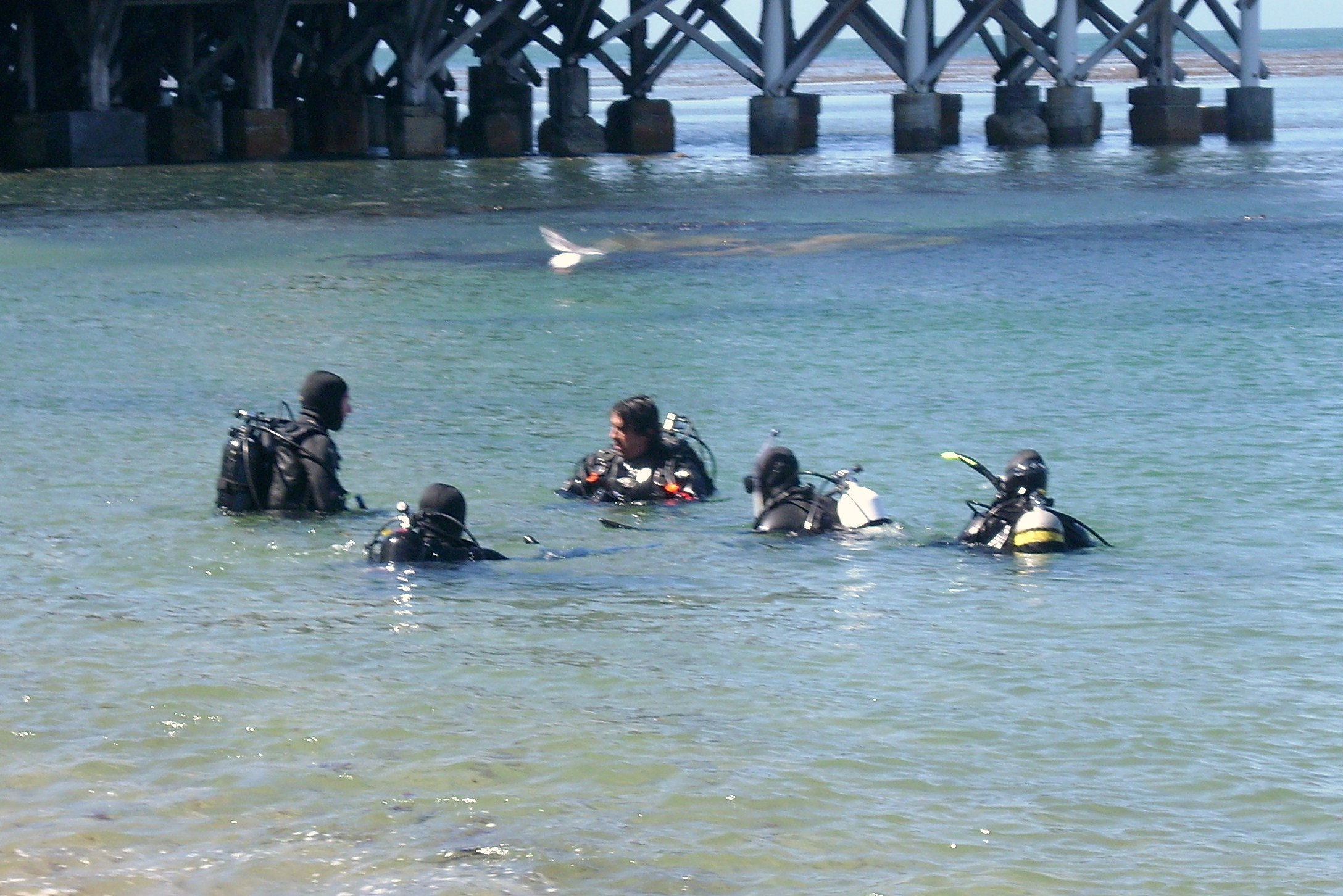
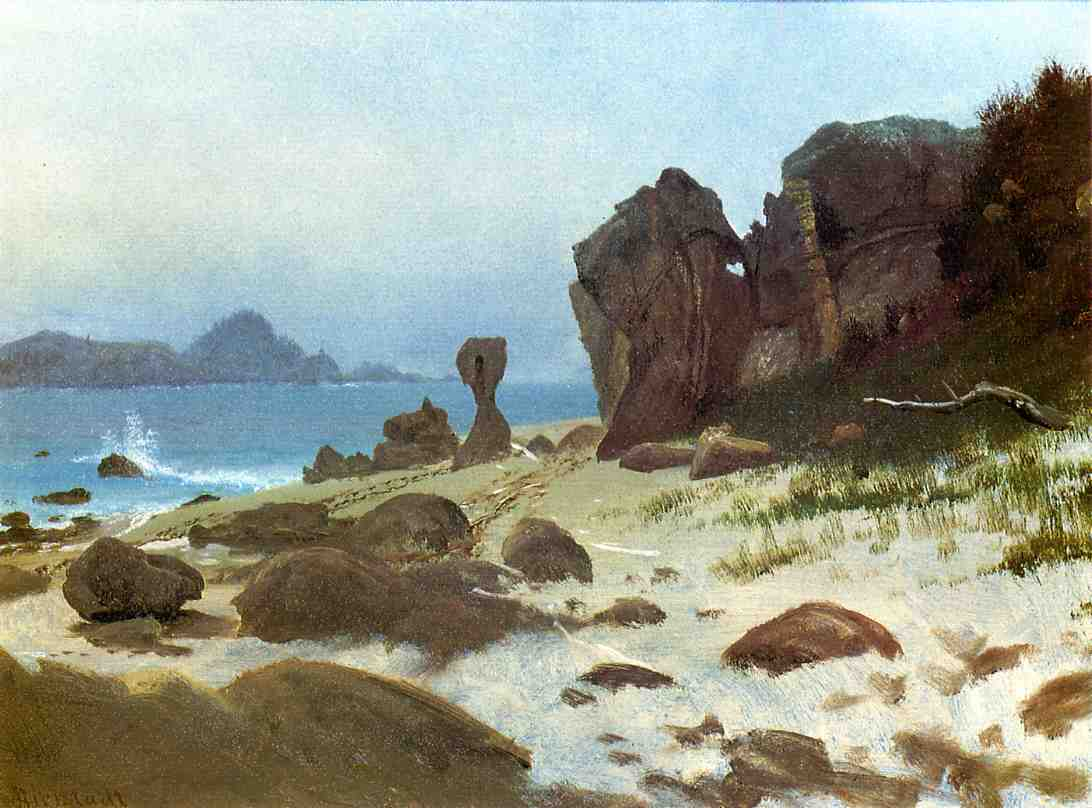
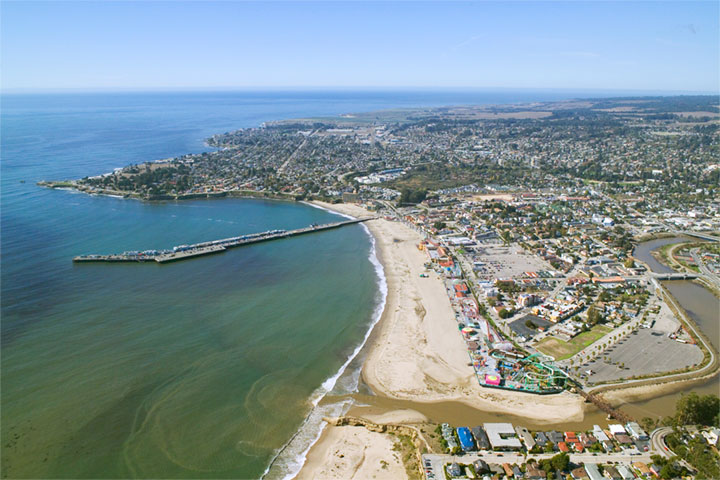

## 같이 보기
- 몬터레이 베이 수족관